# (32890) Schwob
(32890) Schwob (1994 AL1) – planetoida z grupy przecinających orbitę Marsa okrążająca Słońce w ciągu 2,58 lat w średniej odległości 1,88 j.a. Odkryta 8 stycznia 1994 roku.